# Sint-Stephanuskerk (Burg-Reuland)
De Sint-Stephanuskerk is een kerkgebouw in Reuland in de Belgische gemeente Burg-Reuland in de provincie Luik.
Het pseudobasilicale gebouw bestaat uit een vierkante voorstaande westtoren, een driebeukig schip met vier traveeën, een dwarsschip en een koor met veelhoekige sluiting. Verder is er ook een sacristie. Het gebouw is opgetrokken in zandbreuksteen. De torenspits bestaat uit drie delen met ieder acht zijden, het onderste deel heeft een klokvorm, het middelste deel is recht en verticaal, en het bovenste deel heeft een uivorm. In de as van de kerk bevindt zich in de westgevel van de toren het ingangsportaal. De toren heeft halverwege in de westgevel een rondboogvenster en rondboogvormige openingen hoger in de toren. Boven het koor bevindt zich een vierzijdige dakruiter met erop een klokvorm.
De kerk is gewijd aan Sint-Stephanus.

## Geschiedenis
Reeds vanaf de 13e eeuw stond hier een eenvoudige kapel die viel onder de kerk van Weweler.
In 1621 liet Balthasar von Pallandt op deze plaats een nieuwe kapel bouwen, waarbij minstens omvangrijke bouwwerkzaamheden werden uitgevoerd.
In 1771 werd het huidige kerkgebouw opgetrokken in opdracht van Balthasar von Pallandt naar het ontwerp van architect Ferdinand Starck uit Recht. De toren heeft een ankerijzer uit 1772.
In 1912 werd de kerk uitgebreid met de toevoeging van de noordelijke zijbeuk, het dwarsschip, het koor met polygonale apsis en de sacristie.

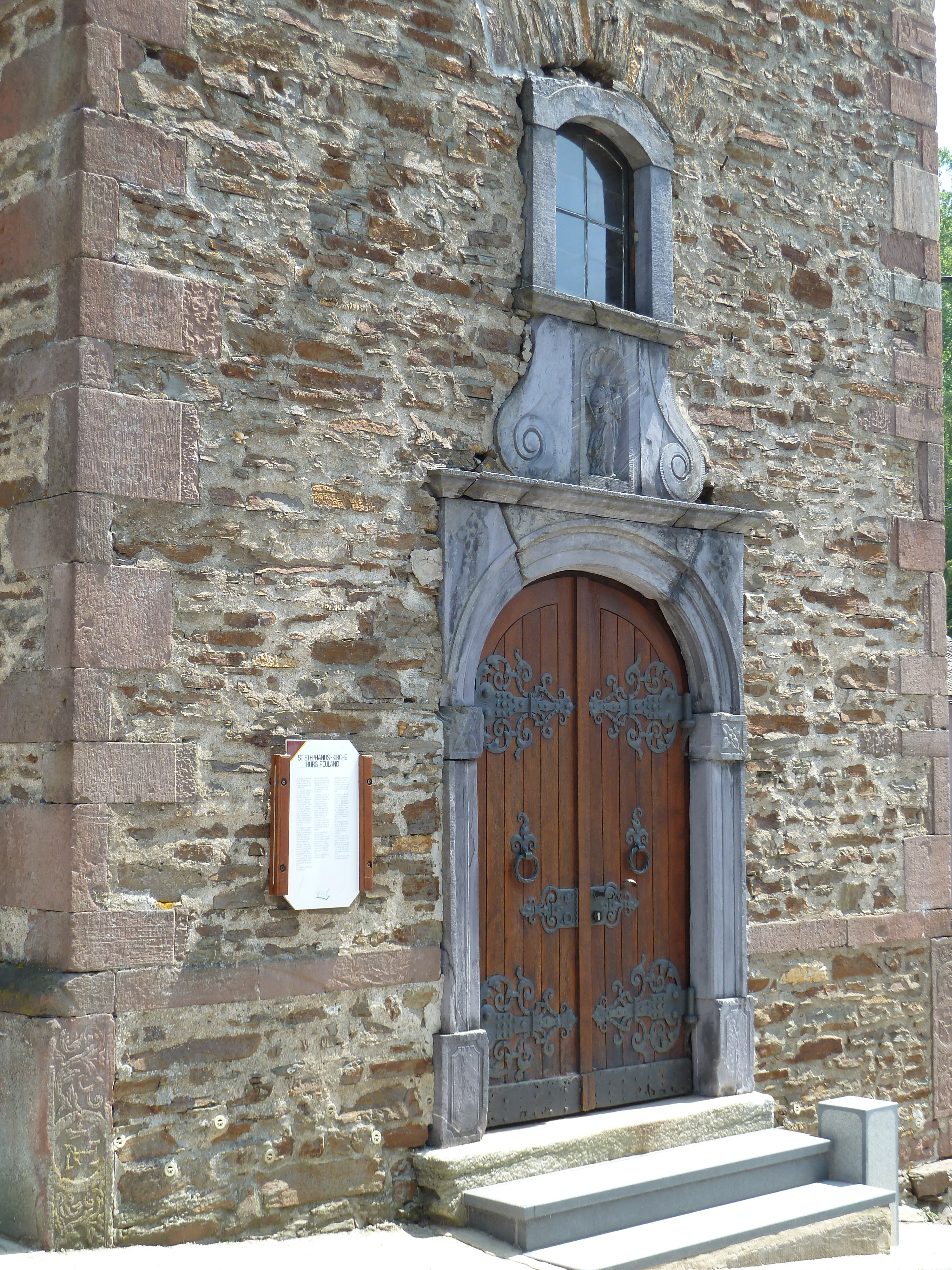
Ingangsportaal